# Димова труба

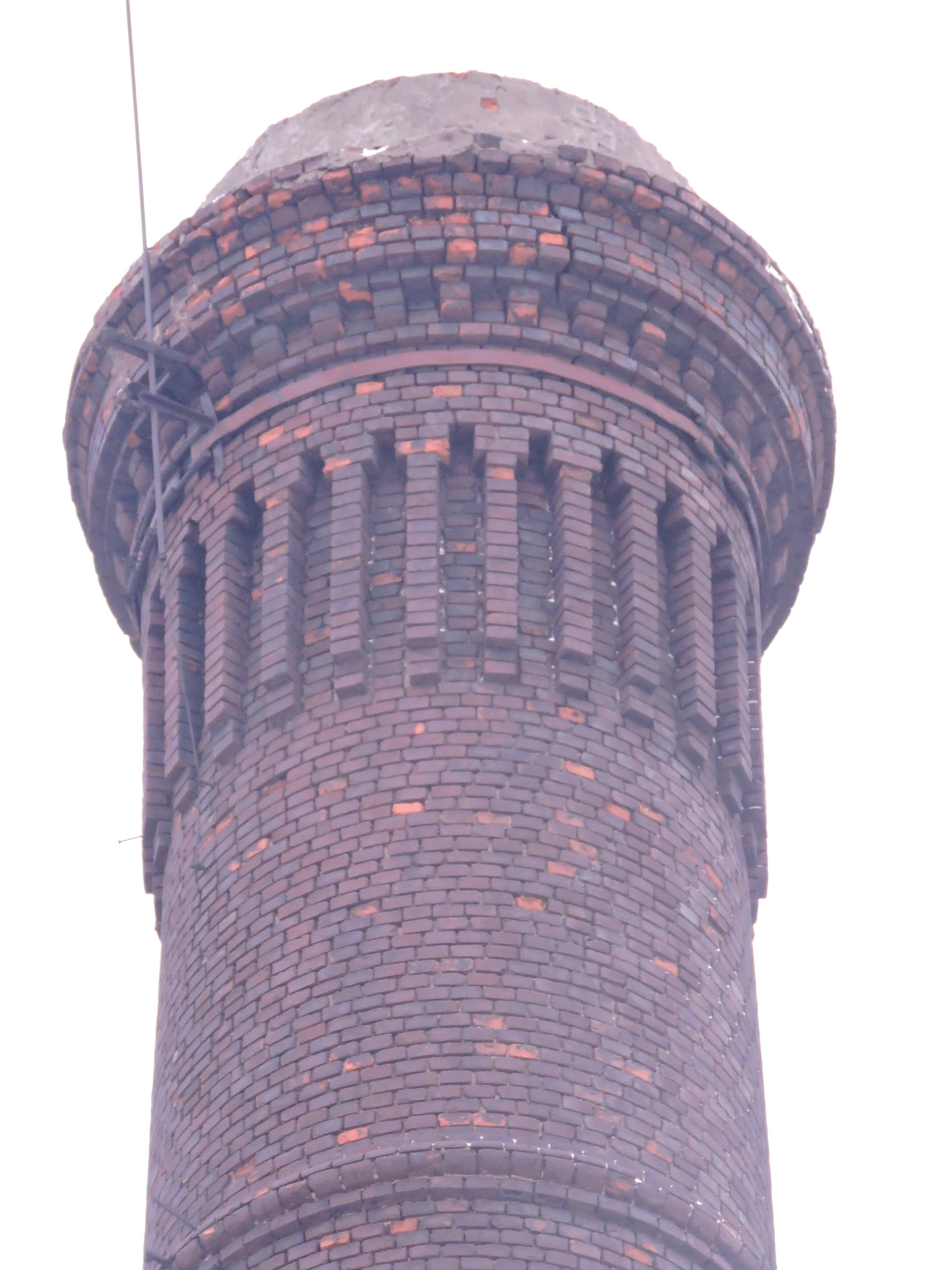
Оголовок димової труби початку XX ст.

Димохід або димова труба, дима́р, ко́мин (пол. komin, лат. camīnus, пор. «камін») — труба для відведення димових газів, що утворюються внаслідок роботи паливоспалювальних агрегатів у довкілля. Словом комин може називатися як вся димова труба, так і нижня частина димоходу варистої печі, а також горішня частина димоходу над дахом якої-небудь будівлі.

## Історія
Димові труби з'явилися в Європі в XII столітті, а промислові димові труби з'явились наприкінці XVIII століття.
Виникнення димових труб нерозривно пов'язане з опалювальними спорудами. Найпростішою з них — багаття, оточене каменями. Така опалювальна споруда дозволяла в давнину погрітися біля вогню чи приготувати просту їжу.

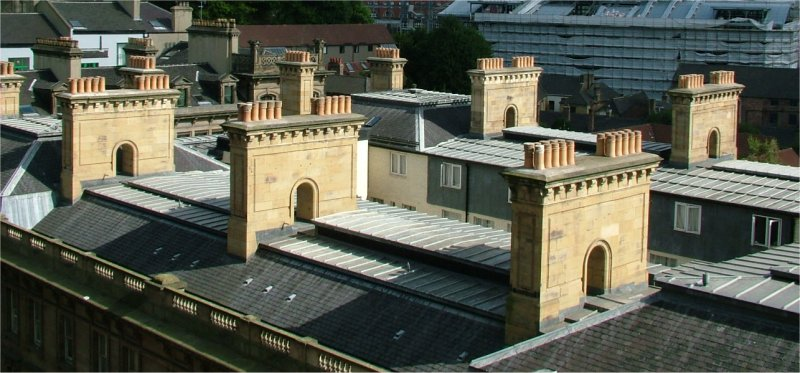
Блоки хатніх димарів у Ньюкасл-апон-Тайн, Англія.

Приміром, в Уссурійському краї, за свідченнями В. К. Арсеньєва — письменника й мандрівника, що досліджував ті землі, житла поселенців із Кореї обігрівалися доволі цікавими димохідними каналами, які були прокладеними під підлогою будинку й проведеними через житлові зони, які вони обігрівали. Виходили продукти згоряння назовні через дуплисте дерево, замість зовнішньої частини димової труби.
На Русі колись опалення велося взагалі без використання димохідних труб — «по-чорному». До кінця ХІІІ ст. димові труби були невідомі мешканцям України. Такий тип опалення житлового приміщення був небезпечний, оскільки в будинку могли накопичуватися шкідливі для людини чадні гази. Та й виглядало житло, опалювальне таким методом, не цілком презентабельно — стіни і печі весь час доводилося оновлювати. До речі, побілка печей ведеться дуже давно і спочатку вона була призначена не для забезпечення естетичної привабливості опалювальної конструкції, а для відстеження її робочого стану — на білій поверхні чітко проступають тріщини і щілини, так як на них осідає кіптява.
Вдосконалення способів опалення привело до появи вогнищ і печей, споряджених трубами.

### В українській хаті

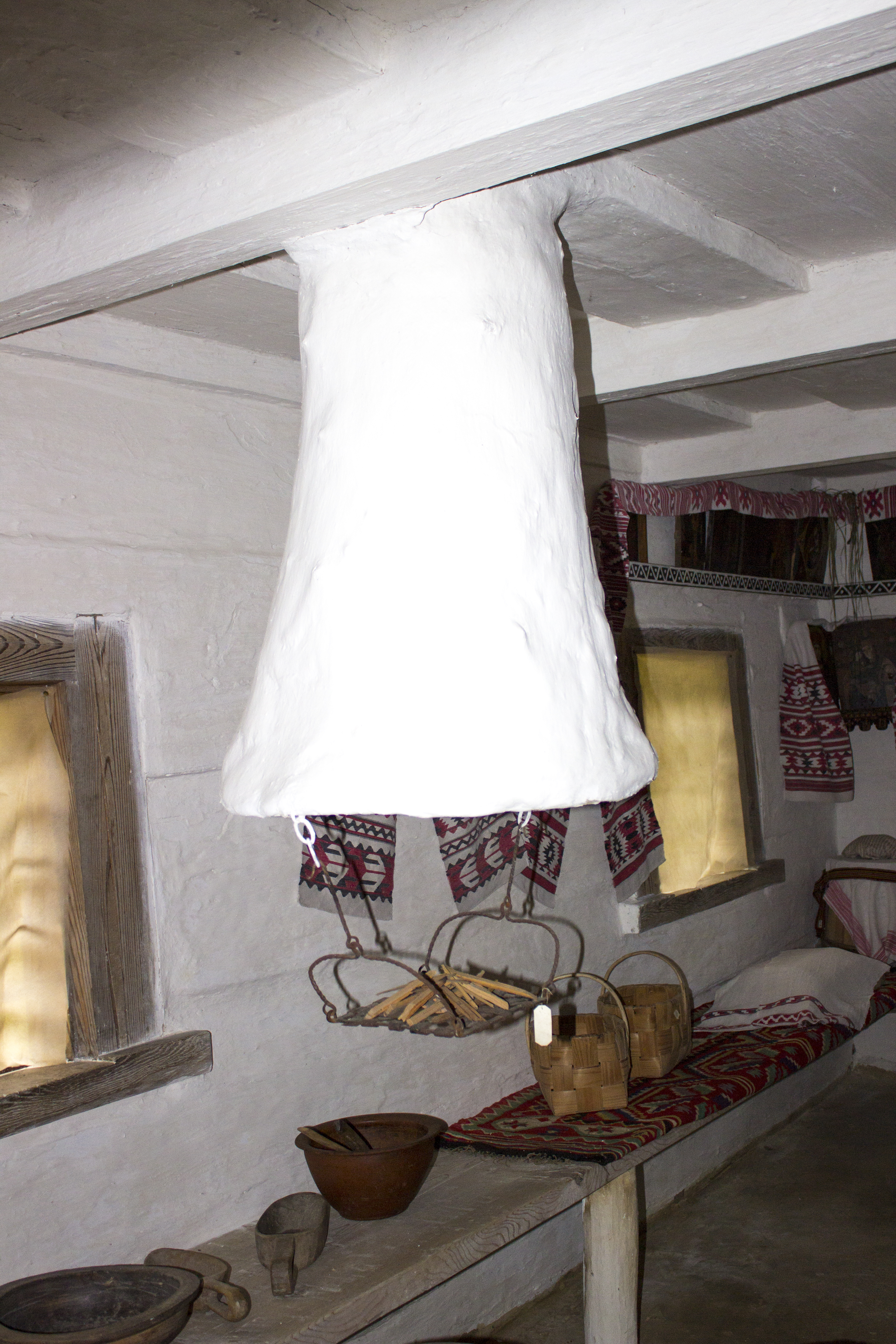
Світач у хаті із села Бехи. Музей у Пирогові.

Найранішим способом опалення в українських хатах був спосіб «по-чорному», який був основним до початку XIV ст. (у Карпатах та на Поліссі курні печі зустрічались і в XIX ст.). Потім поширилося опалення «по-сірому»: над припічком на висоті 50—65 см прибудовувався димовловлювач («бовдур», «кіш», «куш», «капа», «окап», «кобилка», «кобулка», «кох», «рура»), який відводив дим на горище або в сіни. Подальша еволюція системи димовідводу привела до появи справжніх димоходів, опалення «по-білому». У XIX — початку XX століття димоходи складалися з кількох елементів. Нижня частина димаря називалась комин, він був верхньою частиною печі в хаті. Від комина йшов бічний канал — лежень чи лежак, який вів у сіни, де на певній висоті прикріплювався бовдур. Останній, являв собою прямокутний короб, трубу, найчастіше плетений з хмизу, очерету й обмазаний глиною, іноді траплявся дощатий, рідше глиняний і цегляний. Він міг доходити до половини висоти сіней (на горище), чи виходити назовні над дахом. У першому разі дим розходився по горищу і виходив через стріху чи через спеціальні отвори, зроблені під гребенем на причілкових схилах. Такий спосіб опалення в українських хатах тримався дуже довго: внаслідок думки, що прокурювання стріхи димом підвищує її міцність і запобігає гниттю. Найбільш міцно трималися традицій на Закарпатті, Ф. К. Вовк повідомляв, що коли поліція стала суворо вимагати ставити на хатах повноцінні димарі, селяни всіляко цього уникали: наприклад, у Золотарьові можна було побачити фальшиві комини на дахах. У сінях під бовдуром могли, також, влаштовувати маленьку пічку-кабицю. Окрім бовдура для печі, міг влаштовуватися так званий світач: бовдур з підвішеною під ним залізною решіткою чи встановленим чурбаком з черепком, де запалювали скіпу для освітлення.

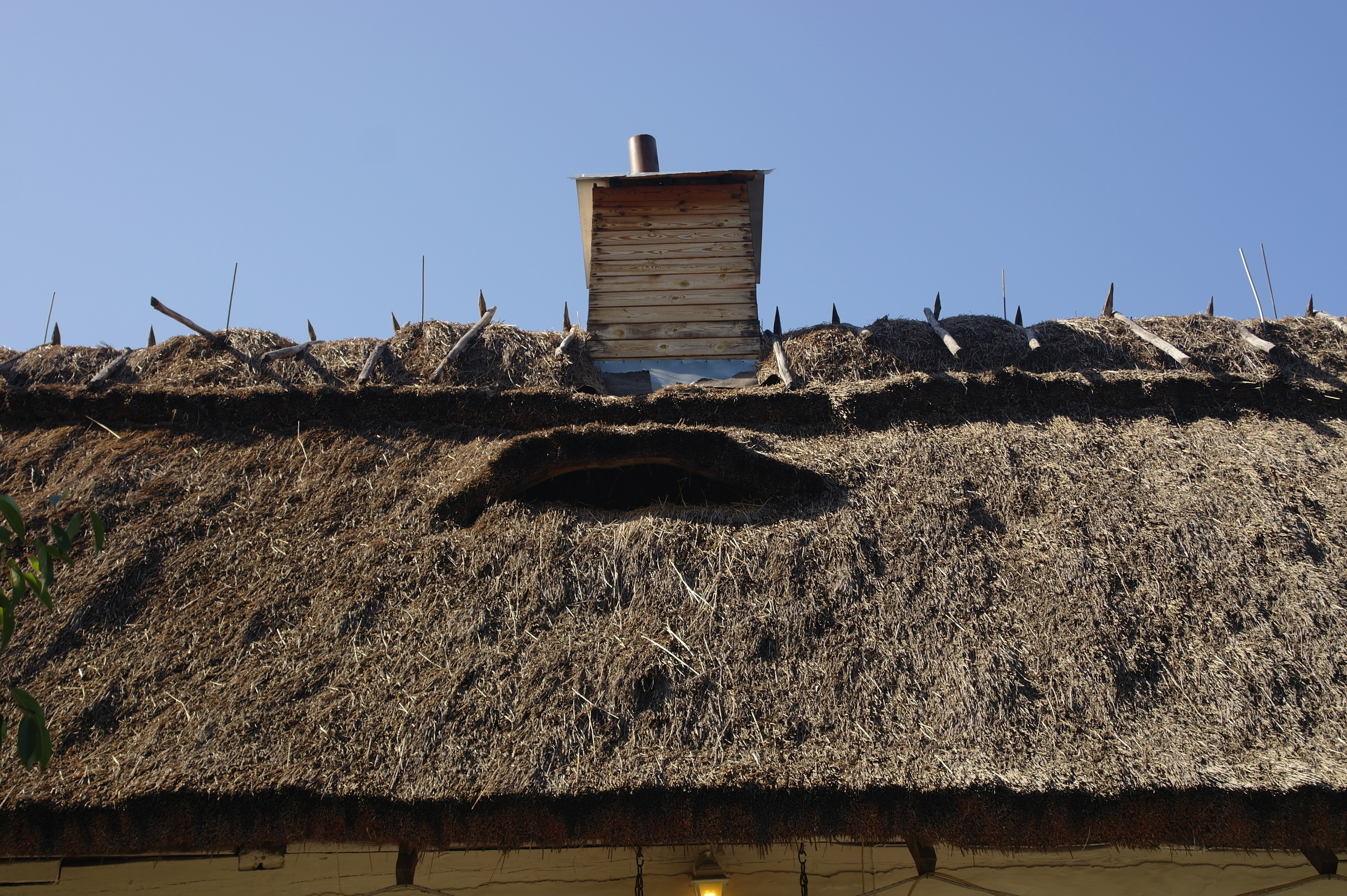
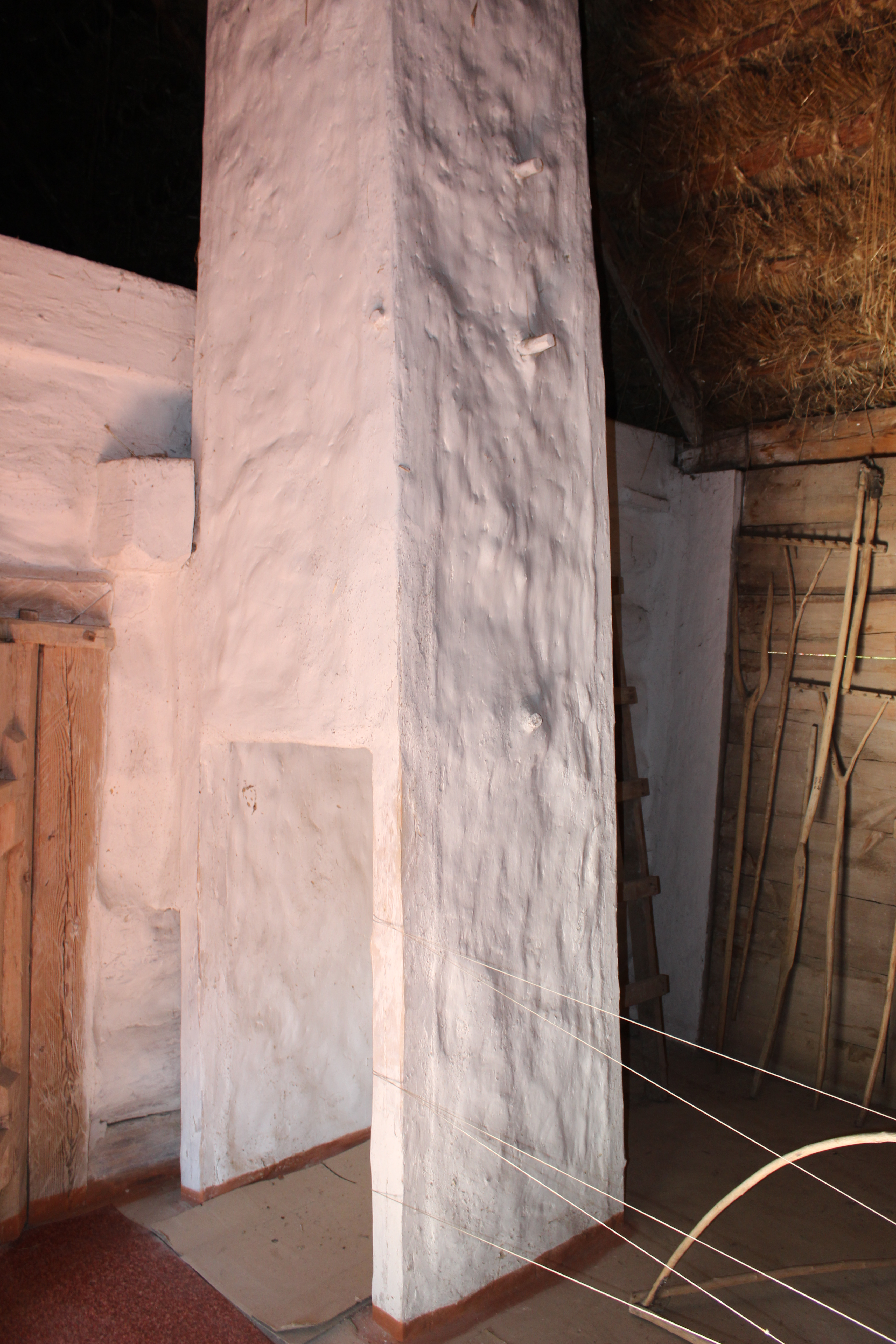
Бовдур у сінях.
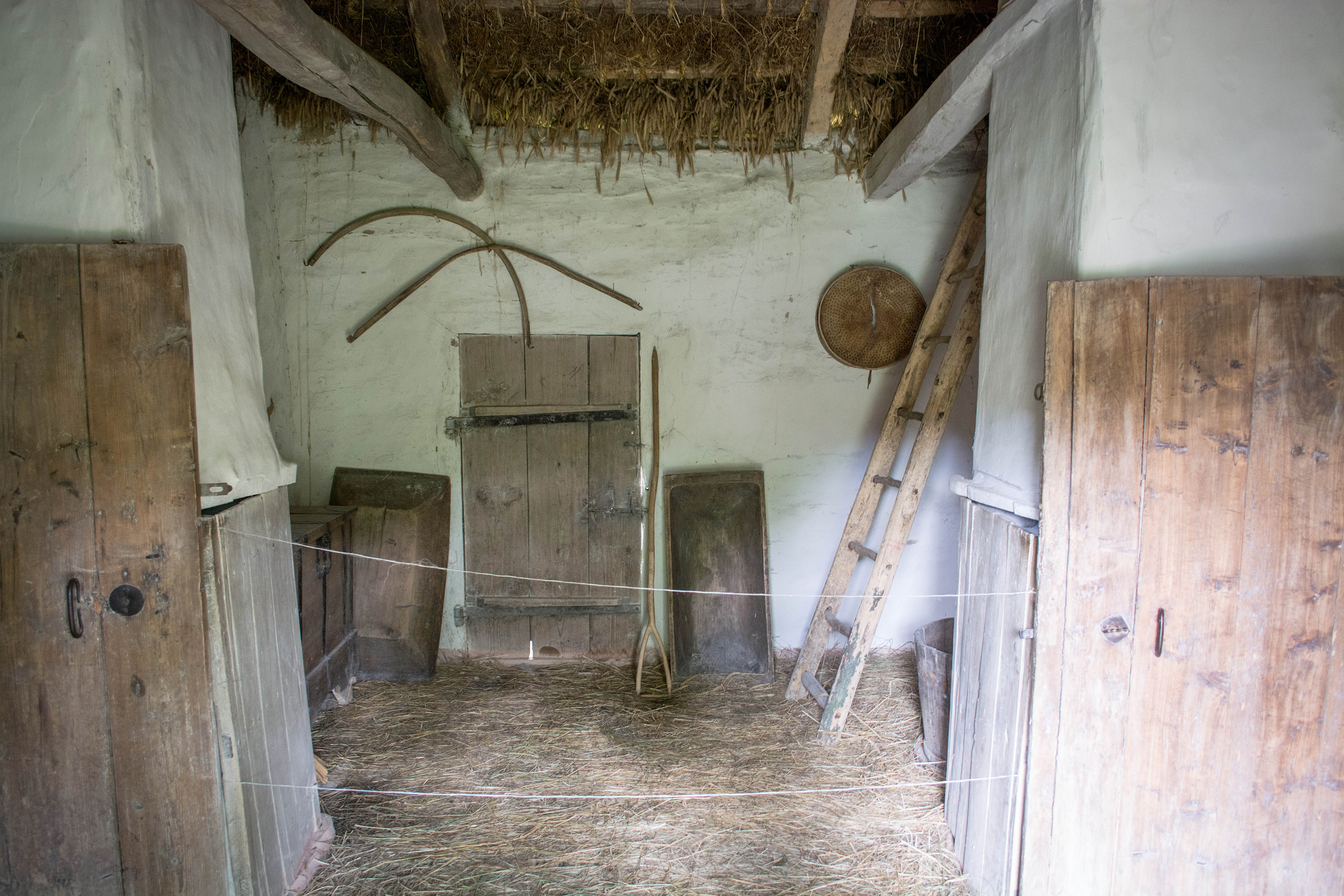
Два бовдури в сінях трикамерної хати

## Призначення димових труб

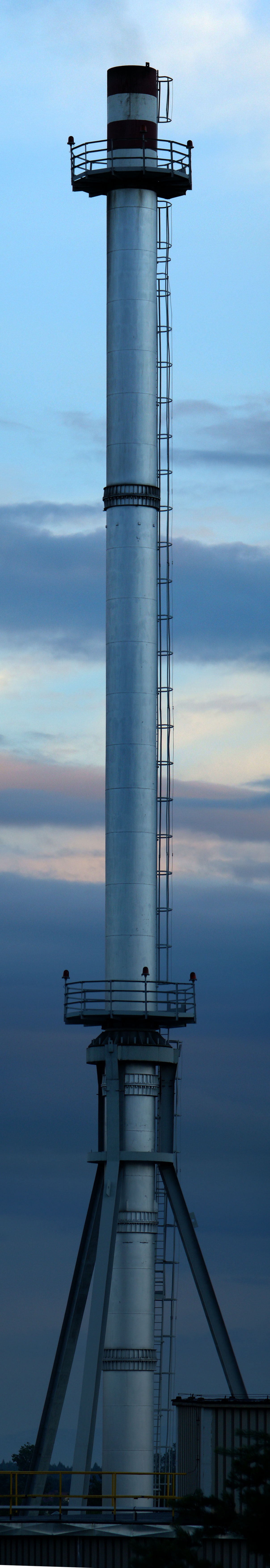
Заводська димова труба

Основним призначенням димових труб є відведення газів (продуктів згорання палива в топці). Разом із ними через трубу видаляються дим, сажа, попіл і кіптява, які при неправильному формуванні внутрішньої поверхні димоходу, можуть осідати на його стінках, утруднюючи надалі проходження газів. Щоб цього не сталося, необхідно робити внутрішню поверхню димохідних труб якомога рівнішою і гладкою, без вибоїн, щілин і виступів, щоб сажі і кіптяві не було за що «зачепитися». Але неприпустимо вирівнювати внутрішню частину димової труби глиною, тому що вона погано проводить тепло і може викликати появу конденсату та підвищенної вологості в трубі, що в підсумку може призвести до погіршення циркуляції повітря (тяги).
Ще одним призначенням димових труб є забезпечення нормальної тяги в печі, яка перебуває в прямому співвідношенні з товщиною і висотою димохідного каналу. Температура продуктів згоряння на виході з труби може перевищувати 373 К, що дозволяє створювати в опалювальній конструкції природну тягу — шляхом заміщення гарячих шарів повітря холодними. У зв'язку з цим товщина стінок димової труби повинна бути не менш ніж у півтори цеглини (ідеальне співвідношення для труб корінного типу), а висота — в 5 метрів і вище, рахуючи від колосникових зон.

## Конструктивні особливості димових труб

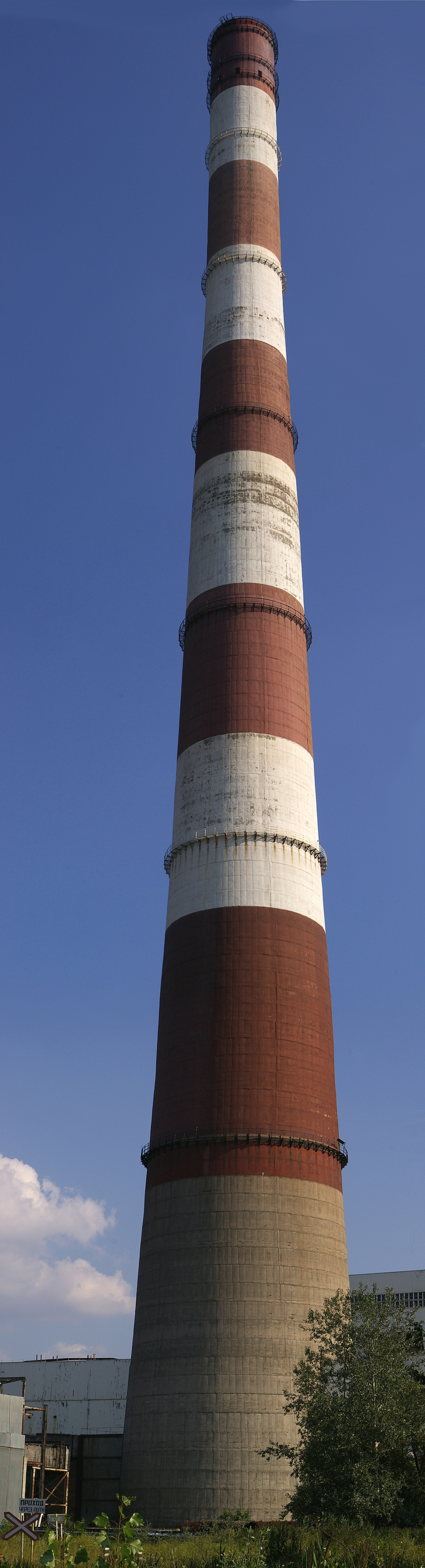
Труба Харківської ТЕЦ-5, 330м

Щоб зменшити число отворів у даху, димоходи різних опалювальних приладів у будинку можуть поєднувати в один: робиться це за допомогою горизонтальних чи похилих елементів, що називаються лежаками чи лежнями. Лежні викладають з цегли на глині по перекриттях, а для термоізоляції відділяються від дерев'яних конструкцій шаром повсті.
Внаслідок обмеженої здатності цегли витримувати поперечні навантаження, труби в будинках часто будували «у стовп»: з камінами на кожному поверсі, що виходили на спільну трубу. Часто дві таких труби ставили з обох фасадів будинку. Зараз поширення центрального опалення звільняє від необхідності обов'язково мати димар, а використання газопроводів уможливлює розміщати джерела вогню в будь-якому місці.
Більшість сучасних опалювальних приладів димоходів не потребують. Їх поміщають зазвичай біля зовнішньої стіни, а їхні витяжні труби виходять назовні через незаймисті стінні втулки.
Відрізняються за конструкцією від хатніх промислові димові труби, розташовані на фабриках, заводах, центральних котельнях. Вони розташовані в близькості від топок котлів і з'єднані з ними димопроводами. Їх значна висота уможливлює розсіювати шкідливі викиди по більшій території.
Колись для фабричних димарів широко використовувалася цегла, зараз частіше застосовується залізобетон, але вогнетривку цеглу продовжують використовувати для внутрішнього облицювання, зокрема, у разі застосування палива, що утворює топкові гази з агресивними кислотами.
Сучасні промислові димові труби часто складаються із залізбетонного кожуха-основи, всередині якого проходять кілька вертикальних газоходів.

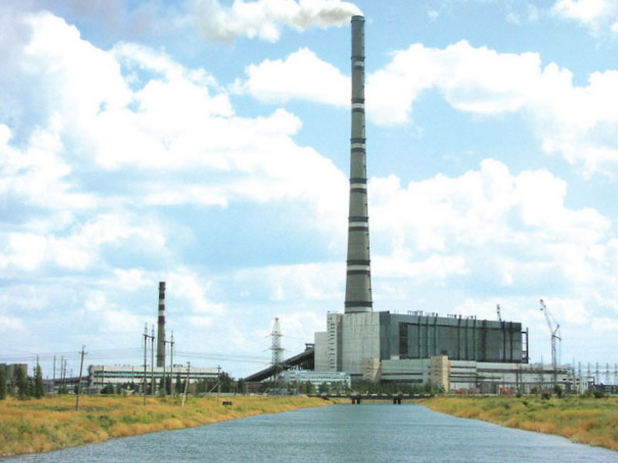
Труба Екібастузької ГРЕС-1 330 м заввишки

300-метрова труба компанії Sasol Three складається з кожуха-основи 26 м у діаметрі й бетонних димопроводів 4,6 м у діаметрі, облицьованих зсередини вогнетривкою цеглою, покладеною на кільцеподібні консолі, розташовані з 10-метровим інтервалом.
Найчастіше димові труби робляться з цегли. Стандартна цегляна димова труба складається з таких елементів (опис ведеться зверху вниз):
- ковпака металевого;
- оголів'я;
- шийки;
- бетонного укосу;
- видри;
- місця проходження через покрівлю, обрешітку, крокви;
- стояка;
- розпушки (оброблення);
- ізоляційного шару біля перекриття і балок;
- димової засувки;
- шийки труби.

Все частіше на заміну димарів з цегли приходять збірні теплоізольовані металеві труби. Вони монтуються з типових елементів заводського виробництва, які необхідно кріпити через кожні 150 см до стін або інших споруд, оскільки вони не є самонесучими конструкціями. Переважно такі труби випускаються з алюмінію (зовнішня частина) і кислотостійкої нержавіючої сталі (внутрішня частина). Простір між ними заповнюється спеціальним теплоізоляційним матеріалом. Конструктивно теплоізольована сталева димова труба горищного типу складається з (опис ведеться зверху вниз):
- дефлектора;

- кінцевого елемента;
- проміжного елемента;
- проміжного елемента з очисним каналом;
- кріпильної рами (підстава димохідної труби, що починається з горищних перекриттів);
- перетину теплоізольованої труби;
- проміжного елемента з підведеним патрубком;
- нижнього елемента з очисним каналом труби, що починається з рівня підлоги.

Промислове виробництво деяких країн також пропонує до реалізації висотні димові труби (висотою з поверх), що виробляються на основі легкого бетону. Конструктивно висотні димові труби з бетону складаються з:
- обмурівки (120 мм);
- шва (10 мм);
- теплоізолюючого штукатурного шару (30 мм);
- лещадного каменю;
- різних елементів (приєднувального, проміжного, нижнього, верхнього);
- люка зольника.

## Оголовок димової труби
Служить багатьом цілям: захист від снігу і дощу, збільшення тяги, прикраса даху.

## Димова тяга

Ефект тяги в трубі: манометри показують абсолютний тиск повітря, потік показаний світлосірими стрілками. Зростання тиску в манометрах — за годинниковою стрілкою.

{\displaystyle Q=C\;A\;{\sqrt {2\;g\;H\;{\frac {T_{i}-T_{e}}{T_{i}}}}}}
| де: |                                                                                 |
| Q   | = димова тяга / потік тяги, м³/сек                                              |
| A   | = перетин димової труби, м² (мається на увазі, що воно не змінюється з висотою) |
| C   | = коефіцієнт витрати (зазвичай береться від 0.65 до 0.70)                       |
| g   | = прискорення вільного падіння, 9.807 м/сек²                                    |
| H   | = висота труби, м                                                               |
| Ti  | = середня температура всередині труби, K                                        |
| Te  | = температура зовнішнього повітря, K                                            |

## Основні проблеми
Їх дві — відкладення зсередини, які скорочують перетин димоходу, і руйнування із середини та зовні самої труби під дією агресивних димових газів і вітрового навантаження.

## Догляд за димовими трубами
Димові труби потребують постійного догляду — без цього вони швидко втрачають робочу здатність, засмічуючись і забиваючись сажею і кіптявою. Чистку димохідних труб необхідно проводити до або після опалювального сезону, тобто в той час, коли вони не функціонують. Своєчасне обстеження труби дозволяє виявити виниклі дефекти і забезпечити нормальну циркуляцію повітря в опалювальному споруді. Догляд за димарем передбачає перевірку під'єднання (патрубка, гільзи) і того, чи немає яких-небудь виступів, що перешкоджають подачі кисню. У разі виявлення тріщин у трубі їх необхідно усувати, оскільки потрапляння в них вологи може призвести до повного руйнування труб у холодний період, коли вода в них, замерзнувши, розширить шви. Розчин з швів замінюють кожні п'ять-десять років, що входить в капітальний ремонт димових труб. Профілактична чистка труб передбачає виведення з каналу попелу, сажі і кіптяви, які осіли на його стінах.

## Інші застосування
- Деякі високі труби використовуються як опори антен передавачів ТБ і мобільного зв'язку. У цьому випадку доводиться вживати спеціальних заходів по захисту від корозії, оскільки більшість димових газів корозійно активні.
- У низці випадків димові труби електростанцій використовують, як опори лінії електропередачі. Проте, такий спосіб не є загальновживаним з причини проблем з корозією, як і в попередньому випадку.
- Димова труба «Дому Дітей і Молоді в Модржанах» (Dům Dětí a Mládeže v Modřanech) у Празі обладнана спостережним майданчиком.

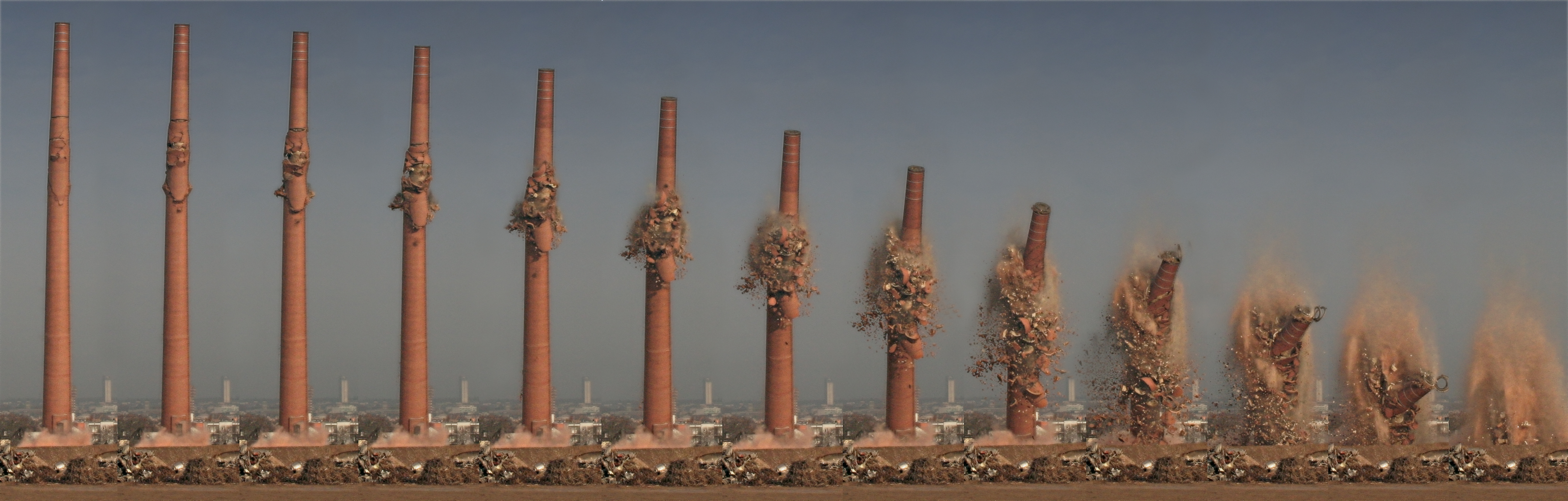
Знесення димової труби на колишній пивоварні «Хеннінгер» у Франкфурті-на-Майні

## Найвищі димові труби
| Труба                  | Рік побудови | Країна          | Місто     | Висота | Примітки                                                    |
| ---------------------- | ------------ | --------------- | --------- | ------ | ----------------------------------------------------------- |
| Екібастузська ГРЕС-2   | 1987         | Казахстан       | Екібастуз | 420 м  | Найвища труба у світі                                       |
| Inco Superstack        | 1971         | Канада          | Садбері   | 385 м  | Найвища труба у західній півкулі                            |
| Березівська ГРЕС       | 1985         | Росія           | Шарипово  | 370 м  |                                                             |
| Димова труба в Трбовлє | 1976         | Словенія        | Трбовлє   | 360 м  | Найвища труба у Європі                                      |
| Харківська ТЕЦ-5       | 1991         | Україна         | Харків    | 330 м  | Одна з двох найвищих труб в Україні                         |
| Димова труба Анаконди  | 1919         | США             | Анаконда  | 178 м  | Найвища труба з цегли                                       |
| Windscale Pile         | 1957         | Велика Британія | Селафілд  | 124 м  | Найвища труба АЕС; Перший у світі інцидент пов'язаний з АЕС |

## Додатки
1. 1 2  Комин // Словник української мови : в 11 т. — Київ : Наукова думка, 1970—1980.
2. ↑  Етимологічний словник української мови : в 7 т. / редкол.: О. С. Мельничук (гол. ред.) та ін. — К. : Наукова думка, 1985. — Т. 2 : Д — Копці / Ін-т мовознавства ім. О. О. Потебні АН УРСР ; укл.: Н. С. Родзевич та ін. — 572 с.
3. ↑  Вовк Ф. К. Студії з української етнографії та антропології. — Київ : «Мистецтво», 1995.
4. ↑  Світач // Словарь української мови : в 4 т. / за ред. Бориса Грінченка. — К. : Кіевская старина, 1907—1909.
5. ↑  Боров дымовая труба // Энциклопедический словарь Брокгауза и Ефрона : в 86 т. (82 т. и 4 доп. т.). — СПб., 1890—1907. (рос. дореф.)
6. ↑  Diagram of 25 tallest flue gas stacks worldwide. Архів оригіналу за 14 квітня 2020. Процитовано 11 березня 2012.